# Die Brücke von San Luis Rey (2004)
Die Brücke von San Luis Rey (Originaltitel: The Bridge of San Luis Rey) ist ein britisch-spanisch-französisches Filmdrama aus dem Jahr 2004. Regie führte Mary McGuckian, die das Drehbuch anhand des bereits in den Jahren 1929 und 1944 verfilmten gleichnamigen Romans von Thornton Wilder schrieb und den Film auch mit produzierte. Wilders mit dem Pulitzer-Preis ausgezeichneter Roman wurde erstmals 1927 in New York veröffentlicht. Die tragenden Rollen im Film sind mit Gabriel Byrne, F. Murray Abraham, Kathy Bates, Robert De Niro, Harvey Keitel, Geraldine Chaplin und Émilie Dequenne besetzt.

## Handlung
Peru am Anfang des 18. Jahrhunderts: Auf einer Inka-Seilbrücke, die schon seit Menschengedenken über einer Schlucht hängt, geschieht ein Unglück, bei dem fünf Menschen sterben. Bruder Juniper, ein Franziskaner, der die Brücke nur wenige Minuten später selbst überqueren wollte, stellt sich die Frage, warum es gerade diese fünf Opfer waren, die die Hängebrücke in die Tiefe riss. Denn wäre das Unglück nur ein wenig später oder früher geschehen, hätte es andere getroffen. War es göttliche Vorsehung, sollten es genau diese fünf Menschen sein?
Um den Sinn dessen, was passiert ist, zu ergründen, stellt Bruder Juniper in den nächsten sechs Jahren akribische Nachforschungen über die Menschen an, deren Lebensweg auf jener Brücke von San Luis Rey ein solch tragisches Ende fand. Er will herausfinden, ob der Tod der unterschiedlichen Menschen in einem Zusammenhang damit steht, wie sie ihr Leben geführt haben. Seine Ermittlungen kreisen um die zentrale Frage, ob ein höherer Sinn in dem Tod gerade dieser Menschen zu erkennen ist. Gewissenhaft vertraut er die Ergebnisse seiner Ermittlungen einem Buch an. Die von ihm gezogenen Schlussfolgerungen werden von den kirchlichen Behörden nicht besonders geschätzt, insbesondere nicht vom Erzbischof von Lima. Bruder Juniper wird der Ketzerei angeklagt und vor Gericht gestellt. Während der Verfahrensdauer erzählt er von den Opfern und lässt Stationen aus deren Leben vor aller Augen erstehen.
Da ist zum einen die alternde exzentrische Doña Maria, die Marquesa von Montemayor, die ihre schöne Tochter Clara abgöttisch liebt und für sie eine Ehe mit dem Vizekönig von Peru geplant hatte. Clara ist jedoch vor ihrer besitzergreifenden Mutter und einer solchen Verbindung geflohen und beantwortet auch die täglich von ihrer Mutter an sie geschriebenen Briefe nicht. Der Äbtissin ist bekannt, dass die nach Spanien geflohene Clara dort einen jungen Adligen geheiratet hat. Der Erzbischof vermittelt der Marquesa daraufhin zur Gesellschaft Pepita, eine junge Frau, die bisher im Kloster der Äbtissin lebte.
Weitere Figuren in diesem Drama sind der gutherzige Onkel Pio und sein Schützling, das ehemalige Straßenkind Camila Villegas, die nur allzu gern Schauspielerin werden möchte. Obwohl der Vizekönig von Peru sich in sie verliebt und sie fördert, schläft sie mit dem Stierkämpfer Manuel, den sie wiederum liebt. Schwierigkeiten hat sie allerdings mit dessen Bruder Esteban, der ihr nicht sonderlich gewogen ist. Da Manuel eine lange Zeit fort ist, lässt Camila sich dann doch auf den Vizekönig ein und bekommt einen Sohn von ihm. Später erkrankt sie an Pocken und zieht sich in die Berge zurück.
An diesem schicksalhaften Tag, der im Nachhinein auch das Leben von Bruder Juniper beenden soll, betreten neben der Marquesa, Pepita und Esteban auch Onkel Pio mit dem kleinen Jaime, Camilas Sohn, die Brücke. Diese fünf Menschen stürzen in die Tiefe. Bruder Junipers ernüchternde Erkenntnis lautet dann auch, dass das Schicksal wohl blind zugeschlagen hat. Am Ende der Verhandlung fällt das Urteil gegen Bruder Juniper aus, der zusammen mit seinen zusammengetragenen Erkenntnissen auf dem Scheiterhaufen verbrannt wird.

## Produktion

### Produktionsnotizen
Der Film wurde in Málaga und in Toledo (Spanien) gedreht. Seine Produktionskosten betrugen schätzungsweise 24 Millionen US-Dollar. Produziert wurde er von Tribeca/Metropolitain, Davis-Films, Bridge, Kanzaman, Spice Factory und Pembridge. Der spanische Filmarchitekt und Oscar-Preisträger Gil Parrondo arbeitete am Film mit.
Die irische Regisseurin und Dramatikerin Mary McGluckin gab mit diesem Film ihr Spielfilmdebüt.

### Vorlage

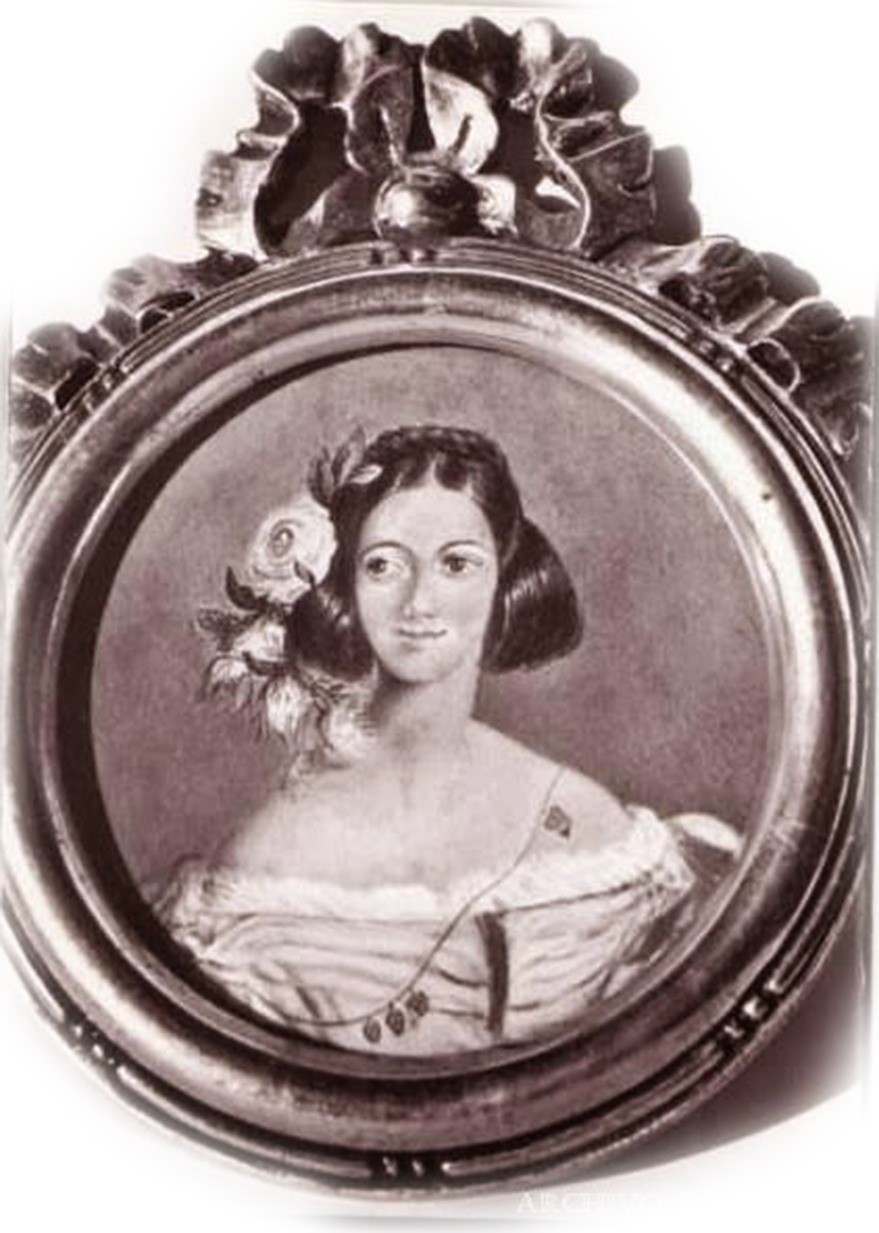
Angebliches Porträt von La Perricholi auf einem Medaillon

Es gab einige Abweichungen von Wilders Roman, der vom Time Magazine zu den besten 100 englischsprachigen Romanen, die zwischen 1913 und 2005 veröffentlicht wurde, zählt. Laut Wilder diente ihm das einaktige Drama Le Carrosse du Saint-Sacrement von Prosper Mérimée als Vorlage, in dessen Mittelpunkt ebenfalls die zentrale philosophische Frage steht, ob unser Leben und Tod vom Schicksal oder vom Zufall bestimmt wird. Kann man nachträglich eine Erklärung dafür finden, ob etwas vorbestimmt war, oder beginnt und endet unser Leben in absoluter Unverbindlichkeit? Das versucht Bruder Juniper zu ergründen, indem er sich die Frage stellt, ob es einen Gott gibt, der über unseren Lebensweg entscheidet, oder ob sich unser Leben unabhängig von jemandem vollzieht, der uns übergeordnet ist.
Letztendlich muss Bruder Juniper sich eingestehen, dass es ihm nicht gelungen ist, den Nachweis dafür zu erbringen, dass eine übernatürliche Ordnung vorhanden ist. Die Lebensläufe der fünf Verunglückten überschneiden sich teils zwar, bilden aber doch jeweils ein unabhängiges Ganzes. Dass sie quasi im selben Moment aufgehört haben zu existieren, dürfte dem Zufall geschuldet sein.

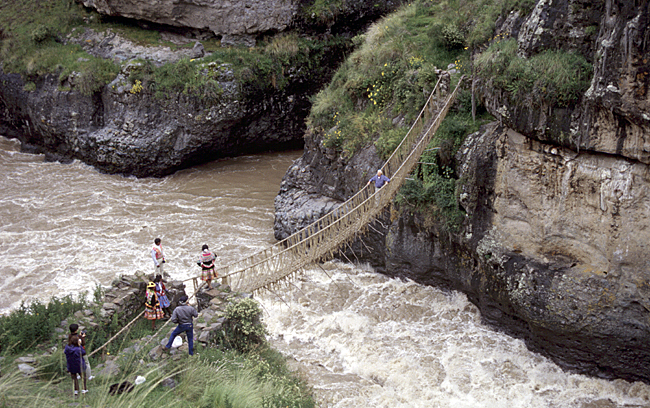
Hängebrücke Q’iswachaka, ähnlich der, die im Film eine entscheidende Rolle spielt

Vorlage und Film haben zwei historische Persönlichkeiten in die Handlung integriert: Manuel de Amat y Juniet, der von 1761 bis 1775 Vizekönig von Peru war, und dessen Mätresse, die Schauspielerin und Sängerin La Perricholi, deren bürgerlicher Name Micaela Villegas (1748–1819) war. Jacques Offenbach machte sie zur Titelheldin seiner Operette La Périchole. Als Vorbild diente sowohl Merimée wie auch Wilder die um 1350 von den Inkas errichtete Brücke über den Río Apurímac.
Im Buch befinden sich die Marquesa, Pepita, Esteban, Onkel Pio und Jaime, Micaelas Sohn, auf der Brücke, als sie 1714 (!) einstürzt. Die schöne Camila Perichole, wie sie im Buch heißt, erkrankte an Pocken und zog sich, verunstaltet von Narben, in die Berge zurück. Onkel Pio, der Camilas Sohn zu seiner Mutter bringen wollte, befand sich mit dem Kind gerade auf der Brücke, als diese einstürzte. Jaime war eines der drei Kinder, die Camila mit dem Vizekönig hatte.
Bruder Juniper verbrachte Jahre damit, Fakten zusammenzutragen, indem er mit Familienangehörigen und Freunden der Opfer sprach und alles notierte. In einem Buch fasste er seine Ergebnisse dann zusammen. Seine Zweifel an der Allgewalt der katholischen Kirche und des Königreichs wurden Juniper dann auch zum Verhängnis. Die Inquisition verurteilte ihn als Ketzer, der samt seinen Schriften, bis auf eine, die übersehen wurde, auf dem Scheiterhaufen verbrannt wurde. Auf den letzten Seiten des Romans erfahren wir zudem, dass Camila nach Lima zurückkehrte, um die Äbtissin zu unterstützen, und dass auch Doña Marías Tochter Clara die Äbtissin besuchte. Clara ist es dann auch, die die am Ende des Romans oft zitierten Zeilen spricht: „Da ist ein Land der Lebenden und ein Land der Toten, und die Brücke zwischen ihnen ist die Liebe – das einzig Bleibende, der einzige Sinn.“

### Veröffentlichung, Erfolg
Die Veröffentlichung des Films begann am 22. Dezember 2004 in Spanien, wo er unter dem Titel El puente de San Luis Rey in den Kinos ca. 1,2 Millionen Euro einspielte; am 25. Mai 2005 folgten die französischen Kinos, dort lautete der Titel Le pont du roi Saint-Louis. In den USA wurde der Film unter dem Titel The Bridge of San Luis Rey im Juni 2005 in fünf Kinos gezeigt, in denen er ca. 43.000 US-Dollar einspielte. Gezeigt wurde der Film zudem im Jahr 2005 in den Kinos in Griechenland, Ungarn und Portugal. In den Niederlanden erschien er 2005 auf DVD. In Mexiko wurde der Film im Februar 2007 veröffentlicht, in Argentinien hatte er im April 2007 Fernsehpremiere. 2008 erfolgte eine Veröffentlichung in Venezuela und 2010 in Peru. Veröffentlicht wurde der Film zudem in Brasilien, Bulgarien, Kanada, Kroatien, in der Tschechischen Republik, in Italien, Litauen, Rumänien und in Russland.
In Deutschland war er nicht im Kino zu sehen, eine DVD-Veröffentlichung mit einer deutschen Tonspur erfolgte erstmals am 9. September 2013 unter dem Titel Die Brücke von San Luis Rey, Anbieter KSM GmbH.

## Rezeption

### Kritik
Jonathan Holland kritisierte in der Zeitschrift Variety vom 17. Januar 2005 das „hölzerne“ Drehbuch mit „ungleichmäßigem Tempo“, das der „herausragenden“ Besetzung wenig Möglichkeiten biete. Es bestehe aus einer Ansammlung von „nur manchmal attraktiven“ Szenen, die emotional wenig ansprächen. Die Darsteller – mit Ausnahme von Kathy Bates und Harvey Keitel – wirkten, als ob sie „schlafwandelten“.
Frank Scheck schrieb in der Zeitschrift The Hollywood Reporter vom 9. Juni 2005, der Film sei visuell „üppig“, dramaturgisch aber „konfus und verwirrend“. Er wirke wie ein „einschläferndes Kostümdrama“ mit zahlreichen fehlbesetzten Stars.
Desson Thomson spottete in der Washington Post vom 9. Juni 2005, der Roman habe ihn bewegt, aber nach dem Sehen des Films habe er sich lediglich beim Aufspringen von seinem Sitz bewegt. Die Regisseurin habe viel „kreative Energie“ in die Charaktere „gepumpt“, sie erwecke jedoch keinen davon zum Leben. Die Darstellungen seien nicht überzeugend, sie seien mit den üblichen Problemen behaftet, die aufträten, wenn Stars kleinere Rollen spielten. De Niro versuche nicht zu klingen wie ein Mafiapate, mit ähnlichen Problemen kämpfe Keitel.
Das Lexikon des internationalen Films sah das anders und war der Ansicht: „Während die Rahmenhandlung um diesen Prozess und damit der philosophische Überbau nur grob skizziert wird, überzeugen die Rückblenden, die unterschiedliche Schicksale im Ringen um Liebe und Glück dank starker Darsteller sensibel porträtieren.“
KSM befand, das sei eine „wunderbare Geschichte nach dem Roman von Thornton Wilder“, die „meisterhaft“ mit „einer Riege großer Filmstars wie Robert De Niro, Harvey Keitel, Kathy Bates, F. Murray Abraham und Geraldine Chaplin“ verfilmt worden sei. Kino.de verwies darauf, dass der Film mit viel „Hollywood-Starpower für ein episches Historiendrama aus europäischer Co-Produktion“ aufwarte in diesem „reich ausgestatteten europäischen Historiendrama“, in dem amerikanische Oscar-Preisträger und Charakterdarsteller „tapfer gegen das etwas flache Drehbuch“ anspielen würden. Fazit: „Episches Suchen nach Wahrheit und dem Sinn des Lebens in prachtvollen Bildern, eine DVD-Premiere mit Hit-Potential.“
João Lopes stellte für das portugiesische Magazin cinema2000 die Frage, was Robert De Niro, F. Murray Abraham oder Kathy Bates inmitten einer solchen Wahnsinnigkeit zu suchen hätten. Das literarische Erbe Thornton Wilders sei auf das Mittelmaß eines Fernsehfilms reduziert worden, dessen Schicksal auch eine Miniserie hätte werden können.
TimeOut verriss den Film völlig und stellte die Frage: Warum tauchen gute Schauspieler in schlechten Filmen auf? Noch verwirrender sei, warum so viele gute Schauspieler in demselben schlechten Film auftauchen würden. Mary McGuckians Film sei ein qualvolles, selbstgefälliges historisches Drama, das viel Zeit gebe, um nachzudenken – zum Beispiel darüber, ob eine kostenlose Reise nach Spanien (dem Drehort des Films) Robert De Niro und Harvey Keitel zu einer Zusage bewegt habe, ob Kathy Bates und Gabriel Byrne unbedingt mit De Niro und Keitel zusammenarbeiten wollten oder ob sie alle das brennende Verlangen verspürten, nach den Versionen von 1929 und 1944 zu einer dritten in Vergessenheit geratenden Fassung von Wilders mit dem Pulitzer-Preis ausgezeichneten Roman beizutragen.
Wie in der überwiegenden Mehrzahl der Kritiken war auch Julien van Alphen vom niederländischen Cinemagazine der Ansicht, dass die Rollen mit den falschen Schauspielern besetzt worden seien. Dahingestellt bleibe, ob das auf ihre früheren Rollen zurückzuführen sei oder auf ihre Stimmen, die so gar nicht passen würden. Das Ganze gerate dadurch zu einer großen Kostümparty, und auch die eintönige englische Sprache, hier und da mit spanischen Namen durchsetzt, trage dazu bei. Zwar gebe es schöne Kostüme, aber was habe man davon, wenn man keine schöne Geschichte habe?
Auch im spanischen Cineol fiel die Kritik vernichtend aus. Die Rede war von einer Brücke zur Langeweile und Schläfrigkeit und von der Überquerung einer Brücke, die in einen Fluss voller Langeweile stürzt. Vor allem der sehr bekannte Robert De Niro wurde getadelt: Er interpretiere seinen Erzbischof mit derselben Mimik, die er immer habe; ebenso habe auch Gabriel Byrne in diesem Film stets denselben Gesichtsausdruck und bewege keinen Muskel. Von Harvey Keitel habe man eine ausdrucksstärkere Performance erwartet, ebenso wie von dem unzureichend spielenden F. Murray Abraham.

## Auszeichnung
Die Designerin der Kostüme, Yvonne Blake, wurde im Jahr 2005 mit dem Goya-Filmpreis ausgezeichnet.